# 40 Anos
40 Anos é o quinto álbum ao vivo da dupla sertaneja Cezar & Paulinho, lançado em 15 de abril de 2019, sendo o primeiro a ser lançado pela Talismã Music. Com cerca de 45 anos de carreira, a dupla celebra a quarta década de sua trajetória num show feito em São Paulo no dia 26 de novembro de 2018, trazendo participações de grandes nomes da música sertaneja que são Leonardo, Zé Felipe (filho de Leonardo), Zé Neto & Cristiano e Eduardo Costa. O repertório é composto pelos maiores sucessos da dupla lançado ao longo da carreira, como é o caso de "Só Por Você", "Duas Vezes Você", "Você é Tudo Que Pedi Pra Deus (Magia)", "Morto de Saudade Sua", "Viajante Solitário (O Comboio)", entre outros, e algumas músicas inéditas como o single "Tijolada", "Silêncio", "Contando os Gadin", entre outros.

## Faixas
| CD  |                                                               |                                                                  |         |  |
| N.º | Título                                                        | Compositor(es)                                                   | Duração |  |
| 1.  | "Só Por Você"                                                 | José Fortuna / Paraíso                                           |         |  |
| 2.  | "Viajante Solitário (O Comboio)"                              | Cezar / Edinho da Mata                                           |         |  |
| 3.  | "Silêncio"                                                    | Cezar / Bebeto                                                   |         |  |
| 4.  | "Morto de Saudade Sua" (part. Zé Felipe)                      | Zezé Di Camargo / Fátima Leão                                    |         |  |
| 5.  | "A Flor e o Beija-Flor"                                       | Marília Mendonça / Juliano Tchula                                |         |  |
| 6.  | "Contando os Gadin"                                           | Gabriel Vitor / Jota Lennon                                      |         |  |
| 7.  | "Amor Além da Vida"                                           | Cezar / Pedro Poli                                               |         |  |
| 8.  | "Noite Maravilhosa" (part. Leonardo)                          | Paraíso                                                          |         |  |
| 9.  | "Remédio Pra Saudade é Pinga"                                 | João Ronaldo / Rhuanies / Ali Dubem                              |         |  |
| 10. | "Cheque Sem Fundo"                                            | Adair Cardoso / Gustavo Henrique                                 |         |  |
| 11. | "Asa Delta (Voando Livre)"                                    | Cezar / Edinho da Mata                                           |         |  |
| 12. | "Duas Vezes Você" (part. Zé Neto & Cristiano)                 | Cezar / César Augusto                                            |         |  |
| 13. | "Tijolada" (part. Zé Neto & Cristiano)                        | Tiago Marcelo / Diego Kraemer / Diego de Souza / Juliano Freitas |         |  |
| 14. | "Meu Cachorro e Eu"                                           | Chico Amado / Compadre Cadé                                      |         |  |
| 15. | "Você é Tudo Que Pedi Pra Deus (Magia)" (part. Eduardo Costa) | Roberta Miranda                                                  |         |  |
| 16. | "A Loira do Carro Branco" (part. Eduardo Costa)               | Paraíso / Jesus Belmiro                                          |         |  |

| DVD |                                                                                        |         |  |
| N.º | Título                                                                                 | Duração |  |
| 1.  | "Pot-Pourri: Chique no Úrtimo/Companheiro é Companheiro/Pé de Bode (Pisa no Freio Zé)" |         |  |
| 2.  | "Só Por Você"                                                                          |         |  |
| 3.  | "Viajante Solitário (O Comboio)"                                                       |         |  |
| 4.  | "Silêncio"                                                                             |         |  |
| 5.  | "Morto de Saudade Sua" (part. Zé Felipe)                                               |         |  |
| 6.  | "Contando os Gadin"                                                                    |         |  |
| 7.  | "Amor Além da Vida"                                                                    |         |  |
| 8.  | "Noite Maravilhosa" (part. Leonardo)                                                   |         |  |
| 9.  | "Eu Juro (I Swear)" (part. Leonardo)                                                   |         |  |
| 10. | "Remédio Pra Saudade é Pinga"                                                          |         |  |
| 11. | "Asa Delta (Voando Livre)"                                                             |         |  |
| 12. | "Cheque Sem Fundo"                                                                     |         |  |
| 13. | "Duas Vezes Você" (part. Zé Neto & Cristiano)                                          |         |  |
| 14. | "Tijolada" (part. Zé Neto & Cristiano)                                                 |         |  |
| 15. | "Você é Tudo Que Pedi Pra Deus (Magia)" (part. Eduardo Costa)                          |         |  |
| 16. | "A Loira do Carro Branco" (part. Eduardo Costa)                                        |         |  |
| 17. | "Meu Cachorro e Eu"                                                                    |         |  |
| 18. | "Tchau Amor"                                                                           |         |  |
| 19. | "40 Anos"                                                                              |         |  |